# Windows Essentials
Windows Essentials (eerder Windows Live Essentials en Windows Live Installer) was een gratis softwarepakket van Microsoft dat bestaat uit een e-mail-, chat-, foto- en blogprogramma. De programma's zijn geïntegreerd met Microsofts internetdiensten van Windows Live. Windows Essentials is beschikbaar als download via de website van Windows Live voor Windows 7 en Windows 8. In Windows 7 is het voornamelijk bedoeld als vervanging voor Windows Movie Maker en Windows Photo Gallery, die niet langer meegeleverd worden. De gebruiker kan in het installatieprogramma selecteren welke programma's hij wil downloaden en installeren.
De meest recente versie van Windows Essentials is Windows Essentials 2012. Deze versie is enkel geschikt voor Windows 7 en Windows 8 en niet meer voor Windows XP of Windows Vista. Officieel wordt er ook geen ondersteuning geboden voor Windows 8.1 en Windows 10.

## Software
De laatste versie van Windows Essentials 2012 (16.4.3528.0331) kwam uit in april 2014. Volgende programma's zijn inbegrepen:
- Windows Live Mail
- Windows Live Messenger
- Windows Movie Maker
- Windows Photo Gallery
- Microsoft OneDrive
- Microsoft Office Outlook Connector
- Microsoft Office Live Add-in
- Microsoft Silverlight

Het programma wordt automatisch gedownload als je een van bovenstaande programma's kiest. De applicaties van Windows Live worden ondersteund door de 64 bitversies van Windows 7 en Windows 8.